# Marzano
Marzano là một đô thị ở tỉnh Pavia trong vùng Lombardia của Ý, có cự ly khoảng 25 km về phía đông nam của Milan và khoảng 14 km về phía đông bắc của Pavia. Tại thời điểm ngày 31 tháng 12 năm 2004, đô thị này có dân số 1.125 người và diện tích là 9,2 km².
Marzano giáp các đô thị sau: Ceranova, Lardirago, Roncaro, Torre d'Arese, Torrevecchia Pia, Valera Fratta, Vidigulfo, Vistarino.